# 全福班
全福班是清道光年间在苏州創辦的一個昆班，以出演昆曲文戏出名，因此得名“文全福”，与鸿福班、大章班、大雅班并称晚清姑苏四大名班。

## 歷史
全福班創立於道光年間，分坐城与江湖两班。坐城班在蘇州城內演出，江湖班常在杭、嘉、湖一带的农村和集镇流動演出。咸丰十年（1860），它和大章、大雅合班於上海三雅园和张园演出。同治初年返回蘇州，經過重新組合，僅剩坐城班。同治駕崩後，朝廷“遏密八音”，戏园要停業三年，但上海租界例外。因此全福班從光绪元年（1875）年開始在上海三雅园、满庭芳、一桂轩和聚美轩演出，並漸漸壓倒大章班和大雅班。
由於昆剧不斷衰落，全福班又開始跑码头。光绪二十九年（1903），它与绍兴的昆弋鸿秀武班合并，稱文武全福班。光绪三十四年（1908），光绪与慈禧相继去世，全福班亦宣佈散班。宣统元年（1909）重新恢復文全福昆班（又叫“后全福班”），領班為名副沈斌泉，此外還匯集了“大面程西亭、尤顺庆，白面沈海山、金阿庆，二面曹宝林、沈斌泉，小面王小三、程增寿，老生李桂泉（少美）、沈锡卿，老外吴庆寿、吴义生，副末范荣生，小生沈月泉、陈凤鸣、尤凤皋，五旦丁兰荪、钱宝卿、田桂枝、尤彩云，正旦陈四、许彩金，四旦施桂林，老旦李柴六等五十余人”。
此時的全福班依然流動演出，線路有兩條，即在苏州至无锡、江阴、常州、宜兴、溧阳演出的“北班”，以及在常熟、昆山、太仓、青浦、松江、杭州、嘉兴、湖州一带演出的“南班”。民国九年（1920）1月3日起，到上海新舞台演出十六场，但反響一般。之後擴充阵容，同年6月26日起在上海天蟾舞台託名與大章、大雅班公演，這次公演一共九十场，持續了五十八天，轰动一时。次年6月，它又以全福班的名義在上海小世界、大世界游乐场演出。期间昆剧传习所創立，全福班的台柱沈月泉、沈斌泉、许彩金、吴义生等前往蘇州任教，導致全福班陣容縮減，最終，民国十二年（1923）秋全福班于苏州长春巷全浙会馆進行了最後一次公演，隨後解散。
全福班的演員許多晚景淒涼，正净程西亭在苏州老郎庙上吊自殺，而名旦徐金虎則病死在上海弄堂的一個垃圾箱旁邊。

## 外部連接
- 张允和梦里的吴江